# Euplectella imperialis
Euplectella imperialis är en svampdjursart som beskrevs av Isao Ijima 1894. Euplectella imperialis ingår i släktet Euplectella och familjen Euplectellidae.
Artens utbredningsområde är havet kring Japan. Inga underarter finns listade i Catalogue of Life.